# Vinarska šola, Maribor
Vinarska šola je bila šola v Mariboru. Leta 1871 jo je ustanovil štajerski deležni zbor. Dne 1. marca 1872 so jo že odprli. šolsko poslopje so zgradili na prostoru tako imenovane Pikardije; ime je dobilo po nekdanjem lastniku Pikardu. Poseben pomen stoletnici ustanovitve šole daje tudi njen zgodovinski razvoj od ustanovitve do danes. Njena vloga za to mesto se je takrat verjetno lahko enačila z slovensko univerzo, ki je nastala 100 let kasneje v industrijsko močnem stotisočglavem mestu.  
Pikardija je bila včasih priljubljen zabaviščni prostor; hkrati je bila tukaj dolga leta strelišče mariborskega strelskega društva. Do konca 19. stoletja so na to odkupili še večino današnje posesti sadjarsko-vinogradniške šole. Leta 1905 pa so dokončali novo stavbo, ki je danes Kmetijski zavod. Leta 1947 pa so dokončali 10 let prej  začeto gradnjo stavbe novega bogoslovnega učilišča, v kateri sta danes Sredna kmetijska šola in Visoka agronomska šola.  
Zaradi pomembnosti sadjarstva in vinogradništva so se v Mariboru že v stari Avstriji zvrstile mnoge kmetijske razstave, predvsem v Gambrinusovi dvorani. Gotovo največja sadjarsko-vinogradniška razstava pa je bila leta 1900, ki jo je v unionski dvorani pripravila mariborska kmetijska podružnica. Razstavljali so Mariborčani in okoličani, tujci pa so predstavili le svojo peneča vina. Močno so po prvih desetih letih obstoja povečali površino vinograda. Na nekoliko povečani površini posestva (50 ha) so imeli zaposleni 9-8 delavcev, ki so oskrbovali živino, večino del v nasadih in na polju pa so opravljali učenci šole. Število učencev se je navadno gibalo med 40-50 v vseh treh letnikih. Strokovna vodstvena dela so v celoti opravljali inštruktorji in učitelji. 